# الوردية (ليبيا)
الوردية هي قرية ليبية، تقع في الجبل الأخضر غرب مدينة البيضاء بحوالي 30 كم في الطريق الرابط إلي مدينة المرج.
في العاشر من سبتمبر 2023 دخلت عاصفة دانيال شرق ليبيا، واجتاحت السيول القرية مما أدي إلي انهيار الطريق الرابط بين القرية والجبل الأخضر، وسقوط العشرات وإصابة آخرين. 